# Pedeserva
Pedeserva è una frazione del comune di Belluno. Sorge a nord del capoluogo, ai piedi del monte Serva (da cui il toponimo).
Il monumento più rilevante è la chiesa di San Liberale (già San Daniele), posta appena fuori il paese, il cui impianto è antecedente all'anno 1000 pur essendo documentata solo dal 1578.
Nel centro abitato sorge un'altra chiesetta intitolata a Santa Marta. 
Al fianco della chiesetta è presente una fontana, un tempo utilizzata come abbeveratoio per il bestiame ma attualmente non funzionante, realizzata con una caratteristica pietra di colore rosa estratta da una cava del Monte Serva.
Poco distante sorge una seconda fontana, ad oggi funzionante, realizzata in similitudine alla precedente ma con pietra più comune; una particolarità di questa Fontana era la presenza (documentata da alcune foto) di un cosiddetto "Laip" (in dialetto bellunese), ossia un contenitore d'acqua secondario ricavato da un blocco unico di pietra e interamente scalpellato a mano
.il manufatto è stato trafugato nell'estate 2006.
La frazione e posta lungo il perimetro del Parco Nazionale delle Dolomiti Bellunesi, da cui si estende una vasta rete sentieristica per escursionisti.
Dal 2017 è stato creato da un gruppo di residenti un Comitato frazionale chiamato "Comitato San Liberal" (pronunciato in dialetto bellunese e prendendo spunto dalla chiesa di San Liberale che domina le frazioni ed è molto significativa per i residenti). Il Comitato ha come scopo principale quello di contribuire al miglioramento del proprio territorio mediante la manutenzione delle reti viarie pubbliche e sentieristiche private, la raccolta di fondi per la realizzazione di opere o di restauro delle esistenti.